# イェフタ (ヘンデル)

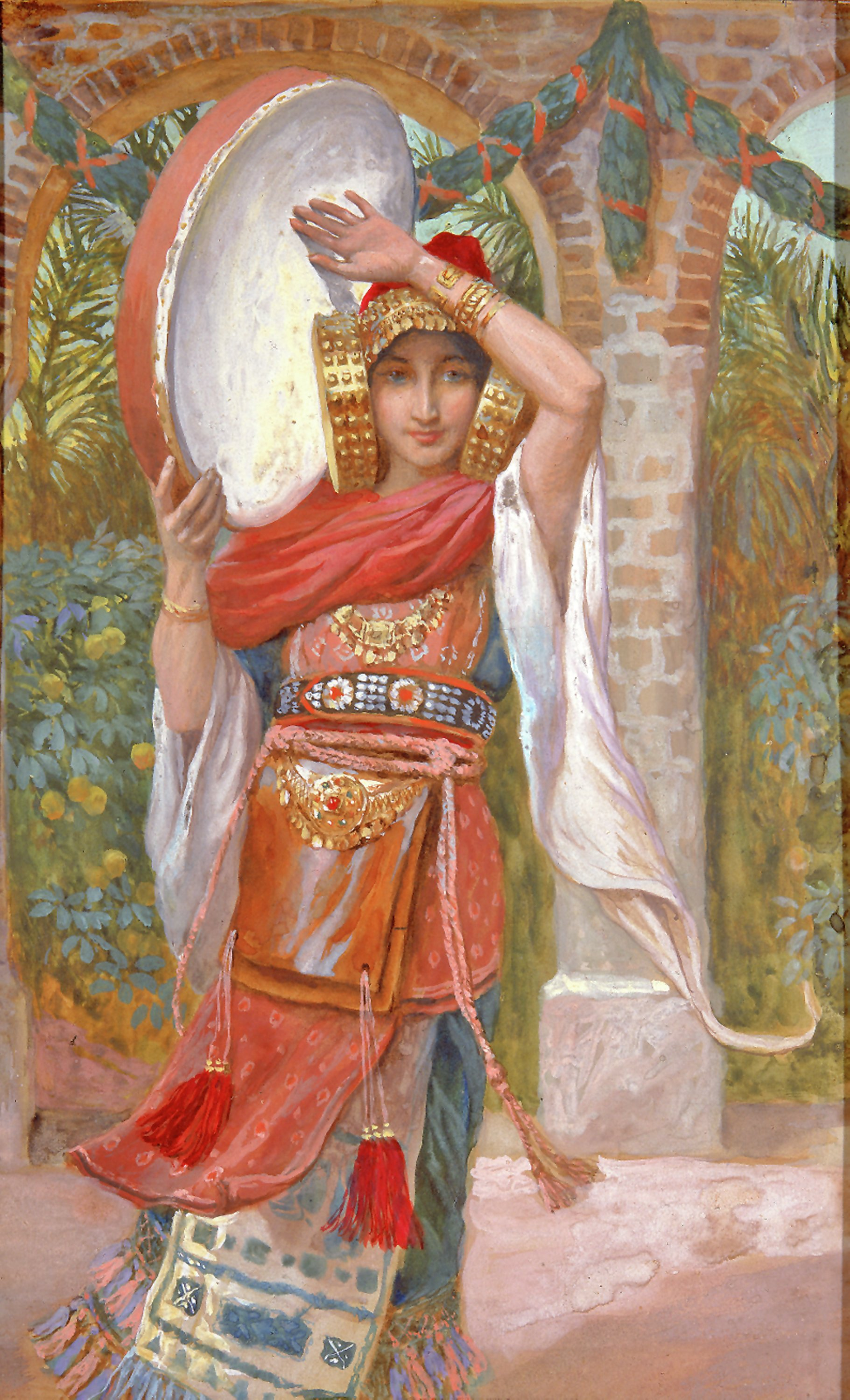
イェフタの娘、ジェームズ・ティソ画

『イェフタ』（Jephtha）HWV 70は、ゲオルク・フリードリヒ・ヘンデルが1751年に作曲し、翌1752年に初演した英語のオラトリオ。ヘンデルが新規に作曲した最後の作品である。旧約聖書「士師記」第11章のエフタの話にもとづく。

## 概要
『イェフタ』はヘンデルが新規に作曲した最後のオラトリオである。1757年の『時と真理の勝利』は旧作の改訂版で、新しく作曲された部分はほとんどない。
台本はヘンデル晩年の他のオラトリオと同様、トマス・モーレルによって書かれたが、もとの「士師記」とはかなり内容が異なっている。
ヘンデルは1751年1月21日に作曲をはじめたが、2幕の作曲途中、2月13日に左目の視力が減退したために中断した。同月23日、66歳の誕生日をむかえたヘンデルは作曲を再開したものの、2月27日に第2幕を完成すると再び中断した。
その年の四旬節のシーズンでは旧作のオラトリオを再演したが、プリンス・オブ・ウェールズが3月に急死したために中断された。それから捨子養育院の慈善演奏会で『メサイア』を再演し、6月にはバースとチェルトナムへ湯治に行くが、視力は改善しなかった。この間『イェフタ』は放置されていた。
第3幕は6月18日に開始し、8月30日までかけてようやく完成した。自筆原稿は非常に乱れている。
ヘンデルの他の曲にも増して借用が多い。19曲を借用しているが、その多くはボヘミアの作曲家フランツ・ヨハン（またはフランティシェク・ヴァーツラフ）・ハーバーマン（1706年 - 1783年）のミサ曲集（1747年出版）に由来し、合唱曲の大部分（6ないし8曲）といくつかのアリアがその中に含まれる。残りはヘンデル自身の旧作の転用である。
翌1752年、ヘンデルの左目は完全に見えなくなり、右目の視力も衰えていたが、2月26日にコヴェント・ガーデンで『イェフタ』を初演し、比較的成功を収めた。1753年、1756年、1758年にも再演され、ヘンデル在世中に合計7回公演された。
冒頭の言葉「そうあらねばならぬ」 (It must be so) （第2幕のイェフタの有名なアッコンパニャート「ますます深く」 (Deeper and deeper) の中でも繰り返される）によって暗示される、運命に対する人間の服従を全曲のテーマとしている。
モーレルはこの作品を気に入り、ヘンデルの作品の中でも最も深遠で内省的な音楽であると主張した。

## 登場人物
- イェフタ：テノール - ギレアドの人
- イフィス[13]：ソプラノ - イェフタの娘
- ストルゲ：メゾソプラノ - イェフタの妻
- ゼブル：バス - イェフタの兄弟
- ハモル：アルト - イフィスの恋人
- 天使：ソプラノ

## あらすじ

### 第1幕
イスラエル人は18年にわたってアンモン人によって虐げられてきた。民族の滅亡を防ぐためにはイェフタを指導者にするしかないとゼブルは考える。自分たちがかつて異母兄弟のイェフタを追い出したことをゼブルは謝罪し、イェフタはそれを受け入れる。イェフタの妻ストルゲは夫との別れを悲しむ（独奏フルートの伴奏つきのアリア）。娘のイフィスは恋人のハモルを戦士として送り出す（二重唱「These labours past, how happy we」）。
イェフタはアンモン人を倒すために神の助けを求め、願いがかなえられれば、最初に会った者を犠牲として捧げることを誓う。イスラエル人たちの祈りの合唱が続く(O God, behold our sore distress)。
ストルゲが悪夢を見ておびえるが、イフィスは、父の祈りに神は必ず答えるはずだと言ってなぐさめる。
アンモン人との会談は決裂する。角笛が吹きならされ、イェフタの率いるイスラエル軍は戦いに向かう(When His loud voice in thunder spoke)。

### 第2幕

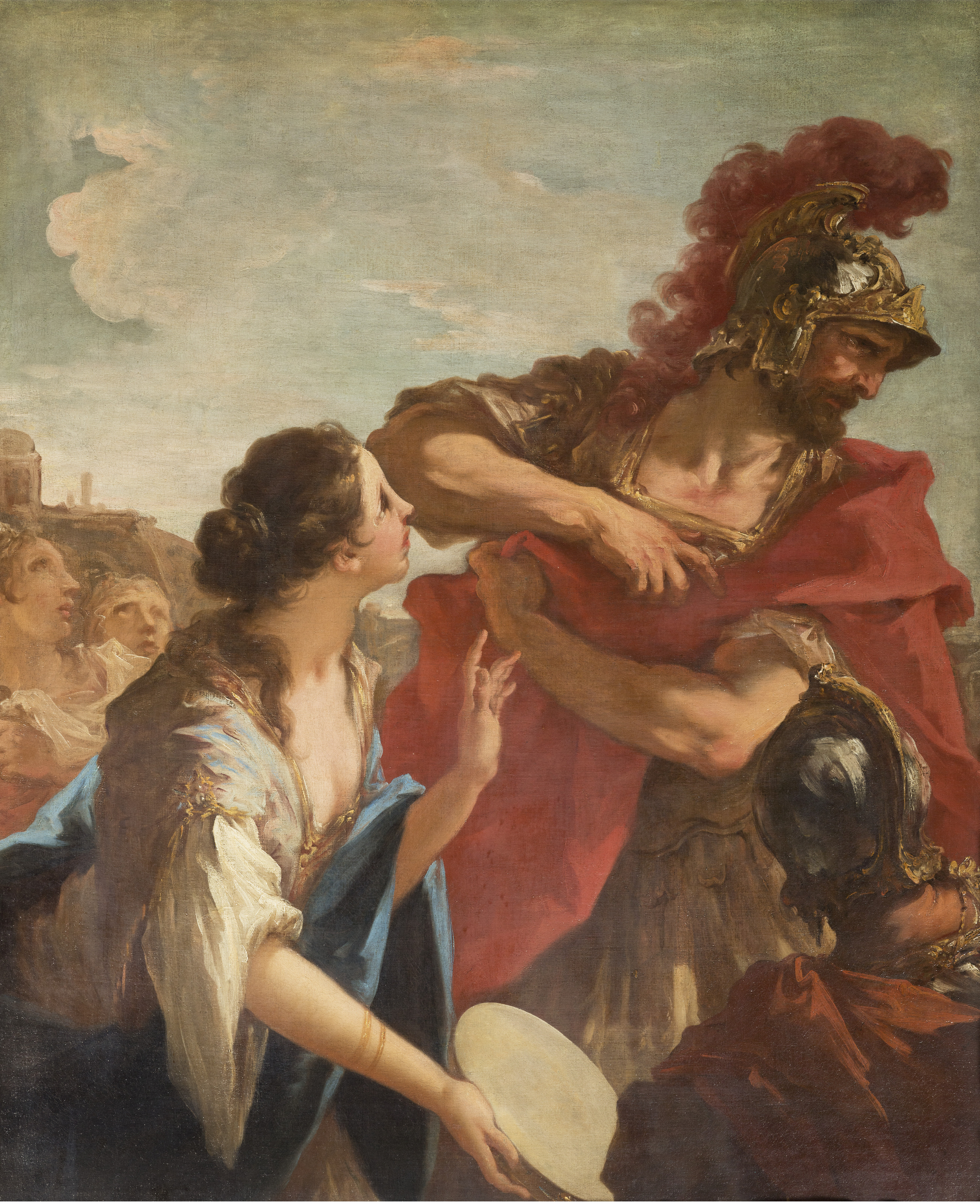
イェフタの帰還、ジョヴァンニ・アントニオ・ペレグリーニ画

ケルビムやセラフィムの軍勢の助けにより、イスラエルは勝利を得た。イフィスは父に会うための準備を急ぐ(Tune the soft melodious lute)。イェフタは戦いの最大の功績者は神であると歌う。
シチリアーナ調の間奏曲に続き、イフィスを先頭にして乙女たちがイェフタを迎える。イェフタは絶望に陥る(Open thy marble jaws, O tomb)。誓いによって娘を犠牲にささげなければならないことをイェフタは人々に説明する。ストルゲは怒り、ハモルは自分が身代りになると主張する。ゼブル・ストルゲ・ハモル・イェフタの四重唱に発展する(O spare your daughter)。
話を聞いたイフィスはイスラエルの勝利に比べれば自分の命は大したものではないと言う。イェフタはその言葉にさらに苦しむ(Deeper, and deeper still)。神の定めた運命の苛酷さを長大な合唱が歌う(How dark, O Lord, are Thy decrees)。

### 第3幕
イェフタはイフィスをまさに犠牲に捧げようとし、天使が娘の魂を天に上げることを祈る。イフィスは地上の世界に別れを告げる。しかし神官たちはためらい、神のしるしを求める。
明るい間奏曲に続いて天使が現れ、誓いは守られなければならないが、イフィスの命を奪う必要はなく、そのかわりに一生を神に捧げられた処女として過ごさなければならないと伝える。イェフタと神官たちの合唱が神をたたえる(Theme sublime of endless praise)。
ゼブル、ストルゲ、ハモルはそれぞれの立場から祝辞を述べる。イフィスとハモルの二重唱は五重唱に発展する。華やかな合唱で全曲を終える。